# ردود الفعل على سقوط نظام الأسد
في 7 ديسمبر 2024، دخلت قوات غرفة العمليات الجنوبية التابعة للمعارضة السورية منطقة ريف دمشق من الجنوب، ووصلت إلى مسافة 20 كيلومتر (12 ميل) من العاصمة دمشق. انسحب الجيش السوري من عدة نقاط على أطراف المدينة. وبالتزامن مع التقدم نحو دمشق، شنت هيئة تحرير الشام المعارضة والجيش الوطني السوري في الشمال هجومًا في مدينة حمص، بينما تقدم الجيش السوري الحر إلى العاصمة من الجنوب الشرقي. في 8 ديسمبر، سيطرت المعارضة على العاصمة مع الحد الأدنى من المقاومة، وفرّ بشار الأسد إلى موسكو، مما يمثل نهاية نظامه في سوريا.

## ردود الفعل المحلية

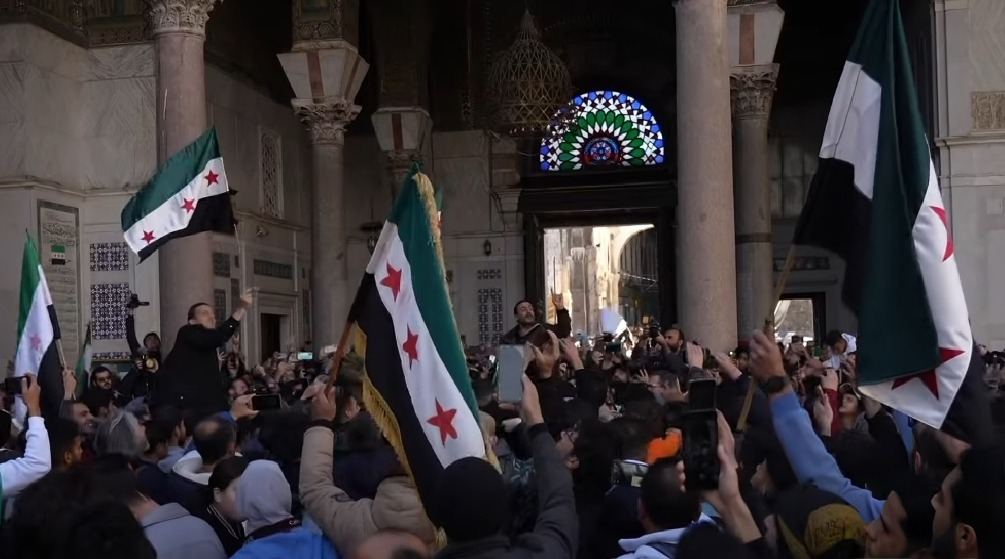
احتفال أهالي دمشق بسقوط النظام، الجامع الأموي (ديسمبر 2024)

تجمع آلاف السوريين في الساحة الرئيسية بدمشق مرددين شعار "الحرية". كما عمت حالة من الابتهاج في مختلف أنحاء المدينة عقب إعلان المعارضين السوريين انتهاء حكم الرئيس بشار الأسد. أعرب الناس عن معارضتهم للأسد من خلال الهتافات وإطلاق أبواق السيارات الاحتفالية. ودخل بعض المحتفلين إلى القصر الرئاسي لنهب أدوات المائدة والأثاث وممتلكات أخرى، بينما قام آخرون بإتلاف صور الأسد. كما أشعلوا النار في لافتات الأسد المعلقة على المباني.
وأعرب رئيس الوزراء محمد غازي الجلالي عن التزامه بالحفاظ على حكومة مستقرة واستعداده للتعاون مع القيادة التي اختارها الشعب السوري. وقال وزير الخارجية السوري الأسبق بسام الصباغ إنه "تفاجأ" عندما تلقى أنباء حصار دمشق، مشيرا إلى أنه "حدث تاريخي وفارق لكل السوريين". وأكدت وزارة الخارجية والمغتربين أن ممثليها الدبلوماسيين سيواصلون عملهم وخدمة مواطنيها في الخارج.
وقال إبراهيم الحديد، الذي خلف بشار الأسد في منصب الأمين العام لحزب البعث، إن الحزب سيدعم حكومة انتقالية للحفاظ على الوحدة السورية.
ورحبت هيئة التنسيق الوطنية لقوى التغيير الديمقراطي "بما حققه الشعب السوري في 8 ديسمبر 2024" وأعلنت أن هدفها هو "بناء مرحلة انتقالية للانتقال من الاستبداد إلى الديمقراطية" لمنع "شكل جديد من أشكال الحكم الاستبدادي". وهنأ حزب الإرادة الشعبية الشعب السوري على تجاوزه صفحة سوداء في تاريخه، ودعا إلى "انتقال سلس وسلمي للسلطة".
ووصف الحزب السوري القومي الاجتماعي بأنه "من الضروري العمل على إيجاد حل مقبول ومناسب" لإنشاء "سلطة تنبع من إرادة السوريين" وتتخذ من الحفاظ على الوحدة والمجتمع والمصالح والمؤسسات وترسيخ الدولة الوطنية وفلسطين "بوصلة" لها.

## ردود الفعل الدولية

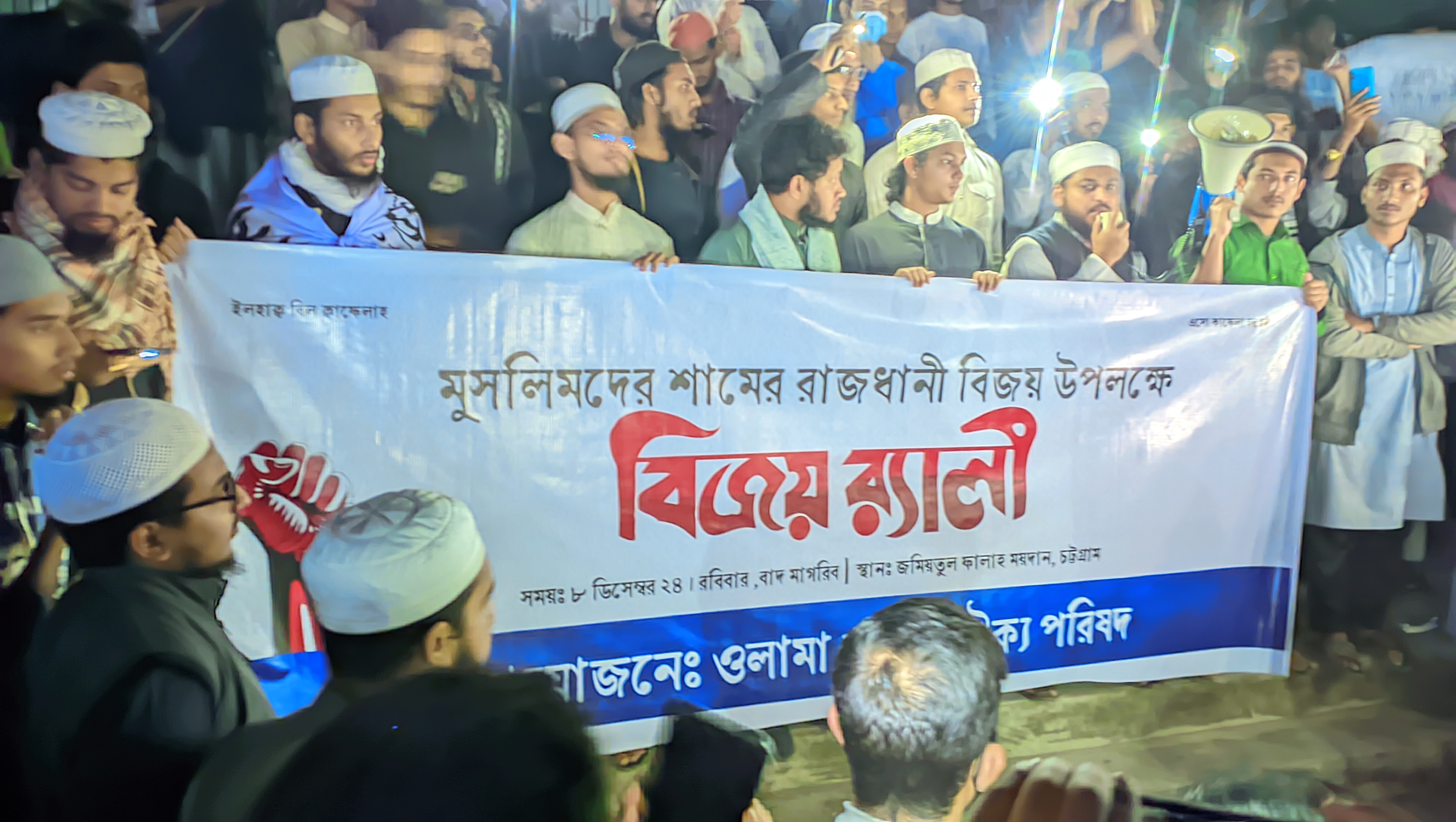
احتفالات في جاتجام ببنغلاديش بعد سقوط الأسد

قال زعماء ومسؤولون من الولايات المتحدة وإسرائيل إنهم لن يتدخلوا في الوضع في سوريا.
وقال وزير الخارجية الروسي سيرجي لافروف إنه ووزراء تركيا وإيران طلبوا "وقف الأنشطة العدائية على الفور".

### الأمريكيتان

#### أمريكا الشمالية
قال رئيس الوزراء الكندي جاستن ترودو إن "سقوط دكتاتورية الأسد ينهي عقودًا من القمع الوحشي".

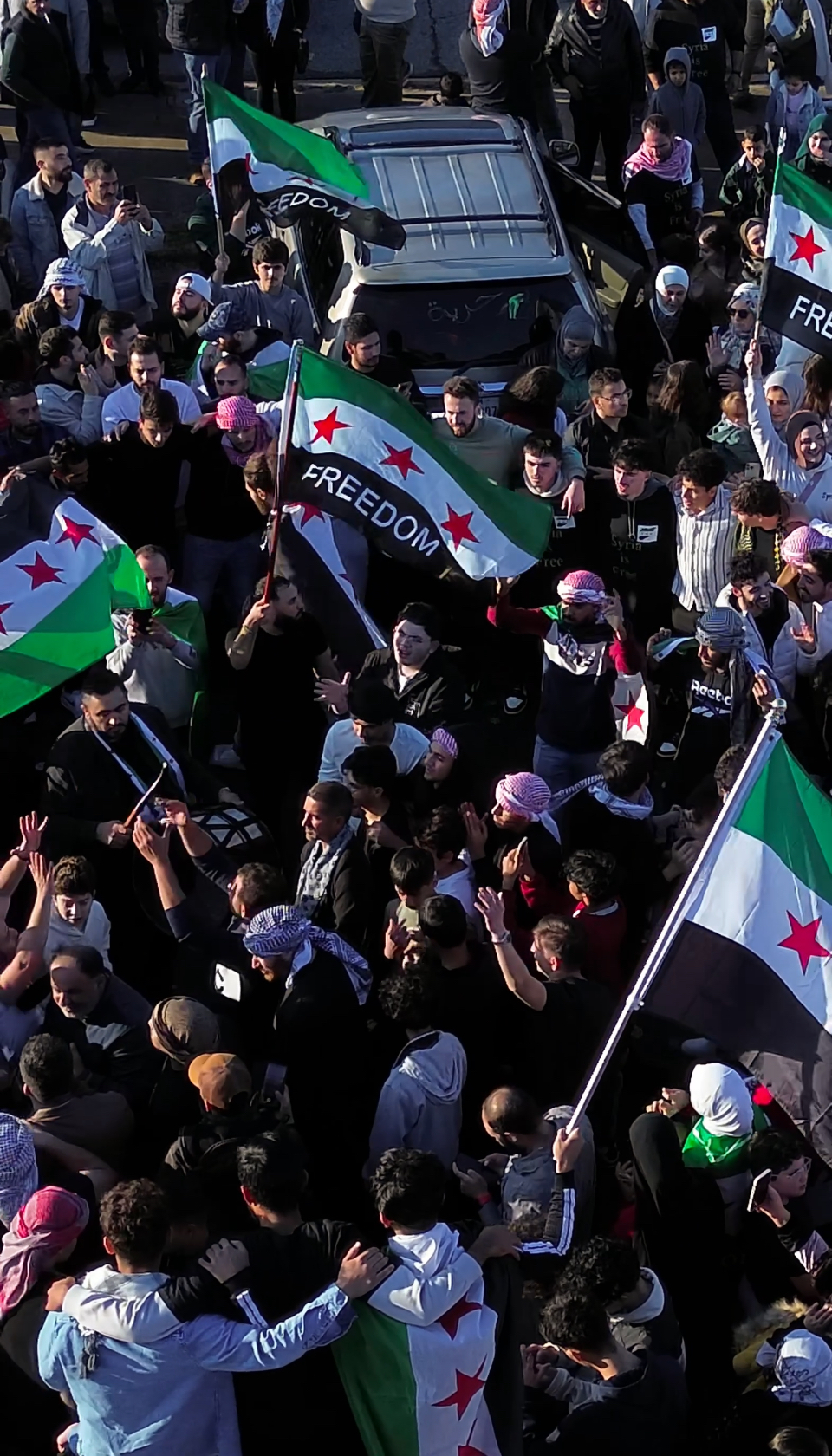
احتفالات في ريتشاردسون (تكساس) بالولايات المتحدة، بعد سقوط نظام الأسد

وفي الولايات المتحدة، قال البيت الأبيض إن الرئيس جو بايدن عقد اجتماعا مع أعضاء الأمن القومي لمعالجة الوضع. وقال بايدن في وقت لاحق إن نهاية نظام الأسد كانت "عملاً أساسياً من أعمال العدالة" لكنه حذر من عدم الاستقرار المحتمل في المنطقة. قال نائب مساعد وزير الدفاع الأميركي لشؤون الشرق الأوسط دانييل شابيرو إن القوات الأميركية ستبقى في شرق سوريا لمنع تجدد أنشطة تنظيم الدولة. كما دعا "جميع الأطراف" إلى حماية المدنيين والالتزام بالمعايير الدولية. اتصل أنتوني بلينكن بدبلوماسيي الأردن وقطر والإمارات العربية المتحدة، قائلاً إنه لا ينبغي استخدام الأراضي السورية لتسهيل عمل المنظمات الإرهابية. كما سلط الضوء على ضرورة مصادرة الأسلحة الكيميائية والتخلص منها، وحماية الأقليات، وحماية حقوق المرأة. في 10 ديسمبر، قال بلينكن إن الولايات المتحدة سوف "تعترف وتدعم بشكل كامل" الحكومة السورية الجديدة إذا كانت عملية الانتقال "موثوقة وشاملة وغير طائفية" وتتوافق مع المبادئ التوجيهية العالمية.
حثّت وزارة الخارجية المكسيكية المكسيكيين الموجودين في المنطقة على الرجوع إلى السفارة المكسيكية في لبنان خلال الاضطرابات.
في 5 ديسمبر 2024، أجرى وزير الخارجية الكوبي برونو رودريغيز بارييا محادثة مع بسام الصباغ حول "تصاعد الإرهاب". وأعرب رودريغيز عن تضامن بلاده مع حكومة الأسد خلال الهجمات الأخيرة. وفي السفارة الكوبية في تركيا، التقى السفير أليخاندرو فرانسيسكو دياز بالاثيوس بنظيره السوري وأعرب عن تضامن مماثل.

#### أمريكا الجنوبية
حثت وزارة الخارجية الأرجنتينية مواطنيها على مغادرة البلاد في أقرب وقت ممكن، محذرةً أولئك الذين يقررون البقاء بضرورة مراقبة الوضع عن كثب.
أعلنت وزارة الخارجية البرازيلية التزامها بحل سياسي تفاوضي للأزمة مع الحفاظ على وحدة وسلامة الأراضي السورية. كما تعهدت بدعم قرارات مجلس الأمن التابع للأمم المتحدة.
صرح نائب رئيس مجلس الشيوخ التشيلي، ماتياس ووكر، أن رئيس فنزويلا نيكولاس مادورو قد يواجه نفس مصير الأسد بسبب وضع إيران وروسيا. وفي المقابل، عبّر الحزب الشيوعي التشيلي عن تضامنه مع حكومة الأسد ضد ما وصفه بـ"الانقلاب الإرهابي"، الذي يدّعون أنه يخدم مصالح إسرائيل والإمبريالية الأمريكية بشكل عام وفي غزة.
في كولومبيا، تحول الموضوع إلى جدل في العلاقات الخارجية. ففي 8 ديسمبر 2024، انتقد الرئيس غوستافو بيترو تأكيد روسيا على سقوط الأسد، مشيرًا إلى أن "الخيانة" قد تكون مؤشرًا على تحالف وشيك بين روسيا والولايات المتحدة بعد إعادة انتخاب دونالد ترامب. وصرح أن سوريا، مثل أفغانستان، تتجه نحو الأصولية الإسلامية، وأن العراق وإسرائيل وليبيا قد تنتهك الأراضي السورية. واعتبر أن هذا الوضع قد يؤدي إلى "تحالفات جديدة وخيانات جديدة"، خاصة فيما يتعلق بعزلة فلسطين والأكراد. ومن بين الأسئلة التي طرحها: تأثير ذلك على الغزو الروسي لأوكرانيا، والقومية العربية وأفكارها العلمانية، والنفط السوري وتأثيره على السوق العالمية، وقوة التفاوض لدى كوبا وفنزويلا، وما إذا كان هذا التحول في السوق سيؤثر على نضال موجة اليسار الوردي [الإنجليزية] للسيطرة في منظمة الدول الأمريكية.
حثت وزارة الخارجية البيروفية المواطنين البيروفيين في المنطقة على التواصل مع السفارة البيروفية في مصر.
أما المرشحة الرئاسية فيكي دافيلا، فقد اعتبرت أن سقوط الأسد مفيد للنظام العالمي ويوجه رسالة إلى الديكتاتوريين بأن أنظمتهم قابلة للانهيار. كما تناولت تصريحات غوستافو بيترو بشأن تحالفات الأسد، مؤكدةً أن تحالفاته ضعيفة نظرًا لانشغال كل من إيران وروسيا وحزب الله بقضايا أخرى.

### آسيا
دعت وزارة الخارجية الهندية إلى الحفاظ على وحدة سوريا وسيادتها وسلامة أراضيها. وأعلنت الوزارة أن هناك 90 مواطنًا هنديًا كانوا في سوريا في ذلك الوقت، وكانت على اتصال بهم بسبب المخاطر الأمنية. وبحلول 13 ديسمبر، أجلت الوزارة 77 مواطنًا أرادوا العودة إلى بلادهم، بينما ظلت سفارتها تعمل.
صرّح الرئيس التركي رجب طيب أردوغان بأن إدارته ستتدخل في أي محاولة لزعزعة السيادة الإقليمية لسوريا، قائلًا: "لا يمكننا السماح بتقسيم سوريا مرة أخرى". بينما حذر وزير الخارجية خاقان فيدان، في 8 ديسمبر، الجماعات الكردية من "استغلال الوضع" في إطار محاولة تركيا منع سيطرة الأكراد على البلاد.
أُغلقت المعابر الحدودية في الأردن ولبنان. وأغلق المسؤولون اللبنانيون بوابة معبر المصنع الحدودي أمام السوريين الذين يحاولون العبور إلى سوريا. في الوقت نفسه، تفاعل مواطنو الدول المجاورة إيجابيًا مع الأحداث. واستضاف العراق 2000 جندي من الجيش السوري فروا عبر بلدة القائم الحدودية. وتلقى بعض الجنود المصابين العلاج في العراق.
صرح رئيس أركان الجيش الإسرائيلي، هرتسي هاليفي، بأن هناك تعزيزات إضافية عند الحدود السورية كإجراء احترازي ضد أي هجمات محتملة من "فصائل محلية". وفي 8 ديسمبر، دخلت القوات البرية الإسرائيلية الأراضي السورية عبر المنطقة المنزوعة السلاح على طول الحدود الإسرائيلية-السورية، في أول حادثة من هذا النوع منذ عام حرب أكتوبر 1973. واستولت القوات الإسرائيلية على الجانب السوري من جبل الشيخ والعديد من المناطق الأخرى التي اعتُبرت "ضرورية لتحقيق الاستقرار في المنطقة". وذكر هاليفي أن إسرائيل نشرت قواتها في الأراضي السورية بعد وقت قصير من انهيار نظام الأسد.
أصدرت وزارة الخارجية الإيرانية بيانًا أعلنت فيه أنها "تحترم وحدة سوريا وسيادتها الوطنية" ودعت إلى وقف فوري للصراعات المسلحة. وأكدت القيادة الإيرانية التزامها بالجهود الدولية لدعم العملية السياسية، معربة عن ثقتها بأن العلاقات القوية بين البلدين ستستمر. وفي المقابل، أشاد رضا بهلوي الثاني، آخر وريث شرعي لعرش الدولة الإمبراطورية الإيرانية وزعيم ما يُعرف بـ"المجلس الوطني الإيراني للانتخابات الحرة"، وهو مجموعة معارضة في المنفى، بسقوط نظام الأسد معتبرًا أنه مؤشر على سقوط النظام الإيراني. فيما قال رئيس البرلمان محمد باقر قاليباف إن نظام الأسد تجاهل تحذيرات إيران بشأن الهجوم الذي شنته المعارضة.
أفادت تقارير بأن العديد من كبار المسؤولين في نظام الأسد وأفراد عائلاتهم لجأوا إلى جنوب بيروت الذي يُسيطر عليه حزب الله. وأشارت التقارير إلى أن بعضهم، مثل علي مملوك، وغادة أديب مهنا، وفراس عيسى شاليش، أقاموا في فنادق فاخرة تحت حراسة أمنية مشددة. ووفقًا لصحيفة "نداء الوطن" التي تتخذ من بيروت مقرًا لها، فإن هروبهم تم التخطيط له قبل عدة أيام من سقوط دمشق وسُهِّل من قِبل حزب الله. ويُقال إن ضابطًا في الأمن العام اللبناني تلقى رشوة بمئات الآلاف من الدولارات للسماح لهم بالدخول إلى لبنان.

### إفريقيا
في حين نزل الآلاف من السوريين في مصر إلى الشوارع احتفالاً بالنصر، كان بعض المصريين أقل حماساً، بسبب المستقبل غير المؤكد مع القوة الحاكمة الجديدة. كما استقبلت وسائل الإعلام المؤيدة للحكومة في مصر خسارة الأسد بشكل سلبي، حيث وصفها المعلقون السياسيون بأنها "نذير شؤم للأمن العربي". وظهر مئات اللاجئين على الحدود السورية في تركيا ولبنان استعداداً للعودة إلى البلاد.

### أوروبا
شارك اللاجئون السوريون في احتفالات عامة بكل من باريس ولندن وستوكهولم وهلسنكي وأثينا. وتجمع آلاف السوريين في برلين بألمانيا على طول الشوارع للاحتفال بالإطاحة بالنظام. وفي نويكولن، أخرج المحتفلون علم المعارضة السورية وساروا إلى كروزبرغ.

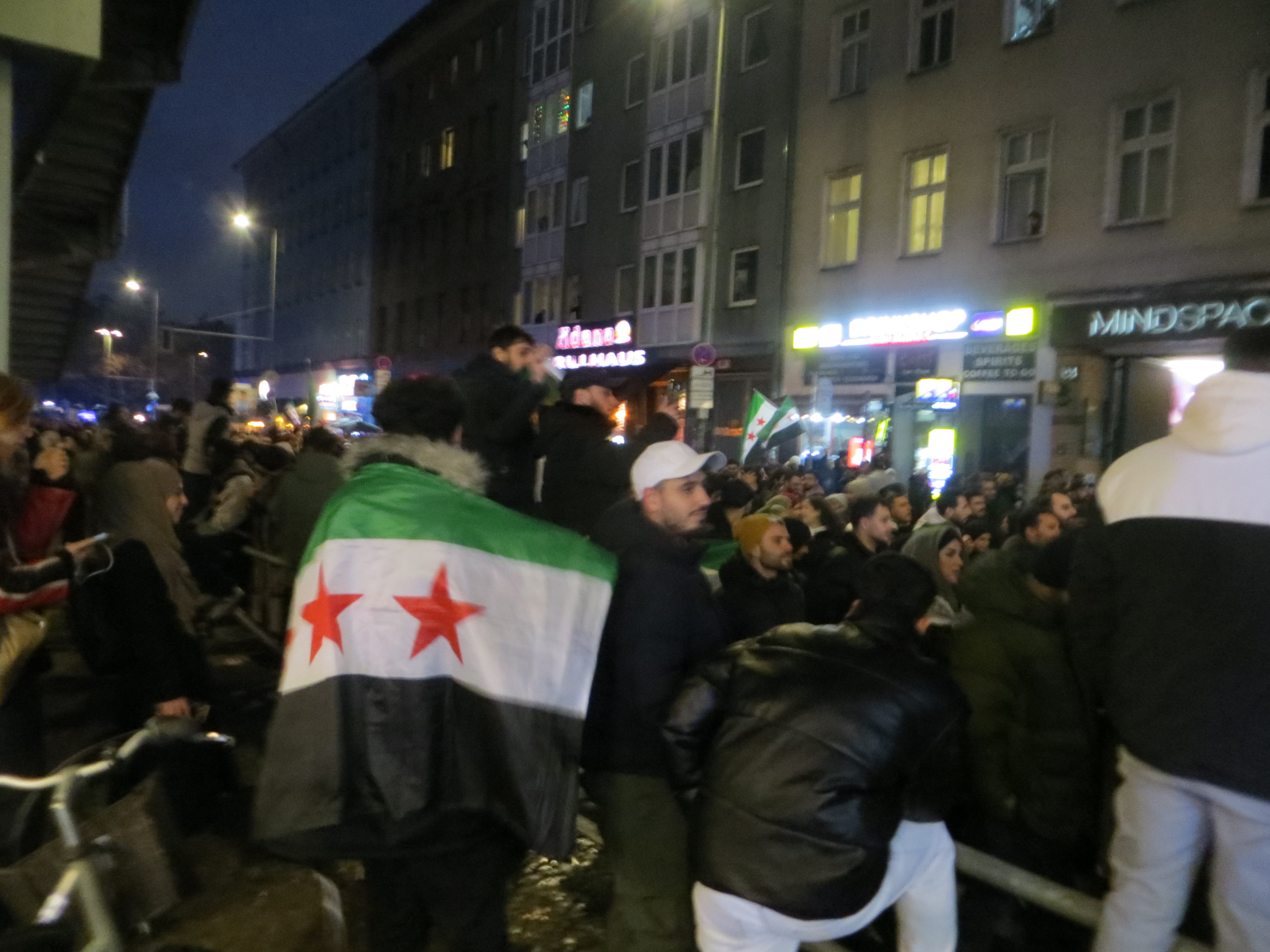
احتفالات بسقوط الأسد في ألمانيا

وقال المستشار الألماني أولاف شولتس إن نهاية نظام الأسد كانت "خبرًا جيدًا" ودعا إلى الاستقرار في البلاد. وعلى نحو مماثل، ردت وزارة الخارجية الفرنسية أيضًا بشكل إيجابي، مضيفة أن "الشعب السوري عانى كثيرًا". وناشد وزير الخارجية التركي، خاقان فيدان، المجتمع الدولي "توحيد وإعادة بناء" البلاد.
علقت حكومة سويسرا عمليات معالجة اللجوء للمواطنين السوريين مشيرة إلى الحاجة إلى تقييم ما إذا كانوا مؤهلين أو يجب ترحيلهم. أعلنت دول أوروبية أخرى - بما في ذلك ألمانيا والنمسا وليختنشتاين وبلجيكا واليونان وإيطاليا والسويد والدنمارك والمملكة المتحدة - عن خطط لإيقاف طلبات اللجوء للسوريين الذين يسعون للحصول على اللجوء. ويشمل ذلك الطلبات الجديدة وتلك التي لا تزال قيد المعالجة. كما علقت العديد من دول الشمال الأوروبي عملية اللجوء الخاصة بها. وقالت الحكومة الألمانية إنها تراقب الوضع في سوريا، بينما أعلنت المجر ترحيل اللاجئين السوريين. ودعت السياسية الألمانية أليس فايدل إلى ترحيلهم، مشيرة إلى أنه نظرًا لأن سوريا "حرة"، فإن مواطنيها لم يعد عليهم الهروب من البلاد وبالتالي يجب عليهم العودة. وردًا على ذلك، قالت وزارة الخارجية إن سقوط الأسد لا "يضمن [...] التطورات السلمية".

## الجهات فوق الوطنية
صرّح رئيس الشؤون الإنسانية في الأمم المتحدة، توماس فليتشير، عبر تويتر أن المنظمة تراقب الأحداث بقلق. ودعا المبعوث الخاص لسوريا، غير بيدرسون، إلى مناقشات عاجلة للحفاظ على "انتقال سياسي منظم". وفي 9 ديسمبر، وبعد مناقشة سرية، أفاد دبلوماسيون أمريكيون وروس بأن مجلس الأمن التابع للأمم المتحدة سيصدر بيانًا خلال أيام. وأوضح السفير الروسي فاسيلي نيبينزيا أن المجلس اتفق عمومًا على ضمان السيادة الإقليمية والوحدة، وحماية المدنيين، وتوفير المساعدات الإنسانية للمحتاجين. وأكد السفير الأمريكي روبرت وود تصريح نيبينزيا، ووصف كلا الدبلوماسيين انهيار النظام بأنه "غير متوقع". كما شدّد السفير الصيني فو كونغ على ضرورة عملية سياسية شاملة، والاستقرار، ومنع الأنشطة الإرهابية.
صرحت الممثلة العليا للاتحاد الأوروبي للشؤون الخارجية والسياسة الأمنية، كايا كالاس، بأن انهيار نظام الأسد هو "تطور إيجابي طال انتظاره. كما يُظهر ضعف داعمي الأسد، روسيا وإيران". وأضافت أن الحفاظ على الأمن في المنطقة هو الأولوية القصوى. وغرّدت رئيسة المفوضية الأوروبية أورسولا فون دير لاين: "ديكتاتورية الأسد القاسية قد انهارت. هذا التغيير التاريخي في المنطقة يفتح آفاقًا جديدة ولكنه ليس خاليًا من المخاطر". كما قال رئيس البرلمان الأوروبي: "هذه فترة حاسمة للمنطقة ولملايين السوريين الذين يتطلعون إلى مستقبل حر ومستقر وآمن. ما يحدث في الساعات والأيام القادمة مهم للغاية".

## الرأي العام
شاركت العديد من الشخصيات المشهورة السورية والعربية ردود أفعال متباينة عبر وسائل التواصل الاجتماعي حول انهيار النظام. وفي جميع أنحاء العالم، احتفل نشطاء سوريون في المنفى والجاليات السورية بسقوط نظام الأسد.
وفي الولايات المتحدة، تطرّق مقدم البرامج الكوميدية الليلية جون ستيوارت إلى سقوط نظام الأسد في إحدى حلقات برنامج ذا ديلي شو، واصفًا الحدث بأنه "فرحة خالصة غير مسبوقة".

## تحليلات الباحثين
كتب ستيفن أ. كوك، في مقال بمجلس العلاقات الخارجية، معبرًا عن قلقه بشأن مستقبل الدولة السورية بعد سقوط الأسد. وأشار إلى أنه على الرغم من أن المعارضة بقيادة هيئة تحرير الشام تتجنب الإجراءات المتطرفة، إلا أنها تمتلك تاريخًا من ممارسة القوة الوحشية. وأبرز منتقدو ومعارضو زعيم المجموعة، أبو محمد الجولاني، تقارير عن انتهاكات في السجون التي تسيطر عليها هيئة تحرير الشام في محافظة إدلب التي يسيطر عليها الثوار. وفقًا لكوك، يشير السجل المتنوع إلى أن الهيئة تسعى لتقديم نفسها كقوة أكثر اعتدالًا، لكنها تواصل ممارسة حكم قمعي في المناطق التي تسيطر عليها.
صرّح جيمي دتمير من بوليتيكو بأنه يبقى من غير الواضح ما إذا كان المواطنون السوريون قد استفادوا بعد سقوط النظام أم لا، حيث يتعين على البلاد أن تتطور بعيدًا عن القوى العنيفة. وفي محافظة إدلب، خففت هيئة تحرير الشام من عدائها تجاه المجتمعات المسيحية والدرزية. وعند سيطرتها على حلب، أكد الجولاني أن السكان المسيحيين لن يتعرضوا للأذى وأن الخدمات الكنسية ستستمر دون انقطاع. وأشار إلى مقابلة أجراها الجولاني على شبكة سي إن إن، حيث أكد أن الأجندة الرئيسية للهيئة هي إعادة إعمار سوريا.
قارنت المحللة في فورين بوليسي، لينا الخطيب، سقوط نظام الأسد بسقوط جدار برلين عام 1989. في الحالتين، ساهم تسلسل من الأحداث في تحقيق السقوط. وبالمثل، كان سقوط الأسد نتيجة صراعات خارجية مثل ضعف حزب الله بفعل إسرائيل، وخسارة إيران لقوى حليفة رئيسية، وتورط روسيا في غزو أوكرانيا، مما أضعف حضورها في الشرق الأوسط. وتعتبر الخطيب بأن نهاية حكم الأسد تعكس تراجع الموقف المعادي للغرب والمعادي لإسرائيل داخل الشرق الأوسط. كما تشير إلى تحول في موازين القوى لصالح إسرائيل وحلفائها في الخليج، مع التركيز على التعاون الاقتصادي والأمني بدلاً من الصراعات.